# Eduard Světlík (malíř)

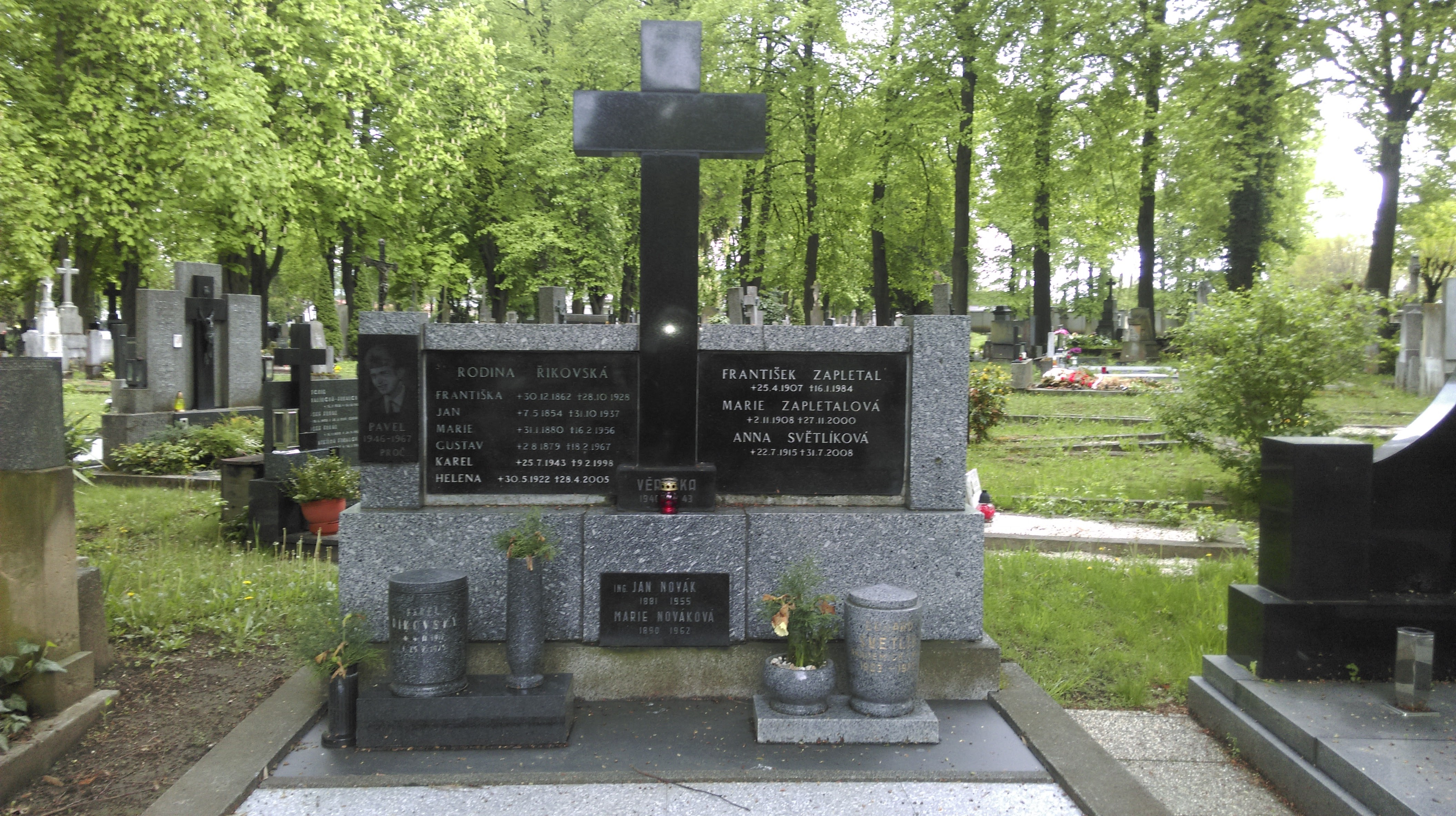
Hrobka s urnou na kroměřížském hřbitově

Eduard Světlík (* 6. listopadu 1903 Přerov – 8. března 1970 Kroměříž) byl kroměřížský malíř. Maloval hlavně krajiny (jeho inspirací byla vodní díla a Beskydy), ale také figurální kompozice a zátiší.

## Život

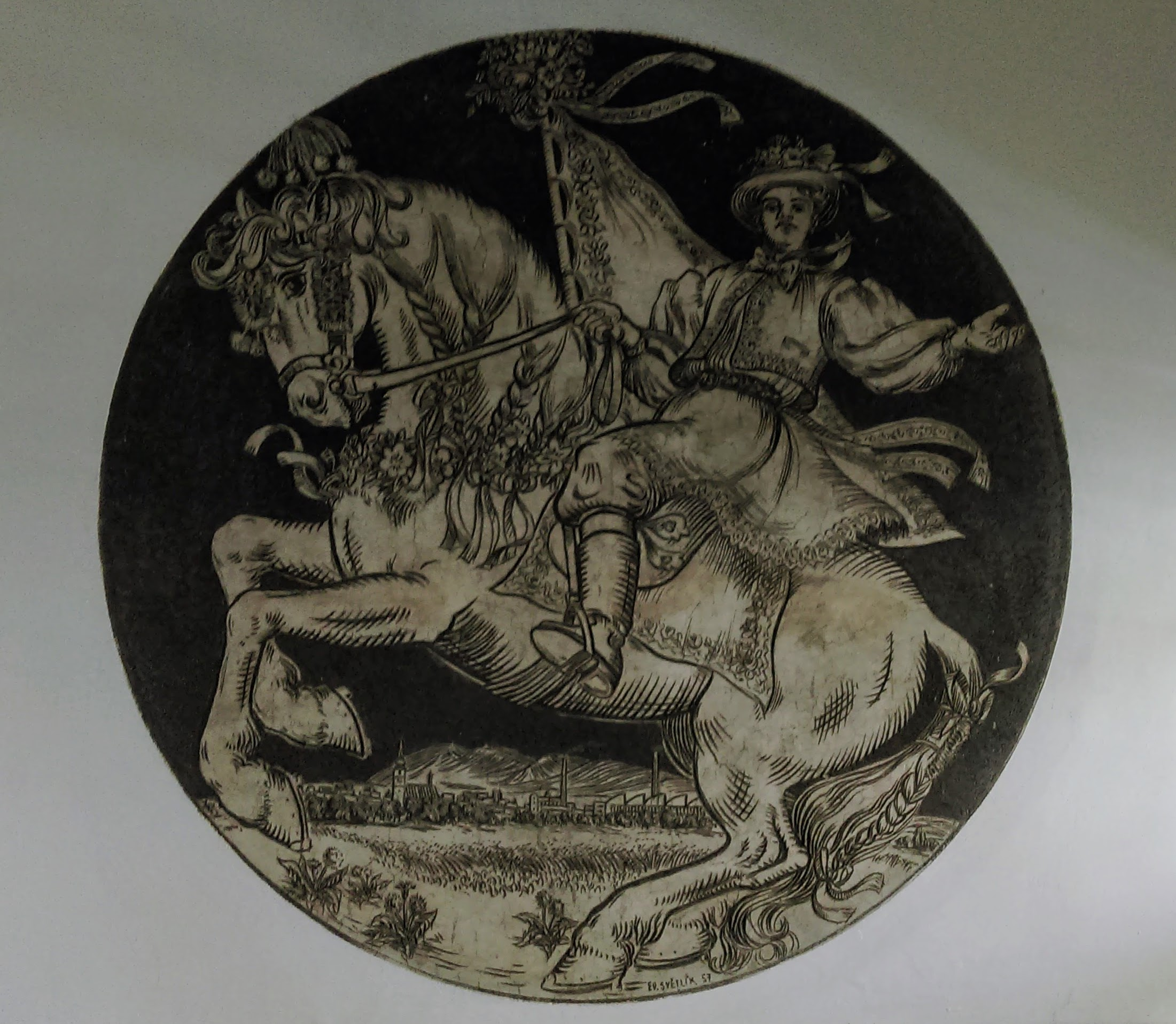
Rozměrné sgrafito „Hanák na koni“ z roku 1957 nad schodištěm hulínského nádraží ČD.

Vystudoval učitelský ústav v Kroměříži. Pak učil na obecných školách v Trávníku a Šelešovicích a na měšťanských školách v Hulíně a v Kroměříži. Od roku 1936 navštěvuje jako žák profesora Otakara Nejedlého Akademii výtvarných umění v Praze.
Namaloval několik obrazů pro Spořitelnu města Kroměříž (Dvůr ve Starém pivovaře, Domy na Riegrově náměstí, Husovo náměstí, Hulínská silnice). V polovině třicátých let dvacátého století si podle návrhu architekta Josefa Poláška
postavil vilu v Březinově ulici v Kroměříži.
V roce 1939 uspořádal v Kroměříži zajímavou výstavu na téma "Mizející a rostoucí Kroměříž".
Zemřel v roce 1970 v Kroměříži a je pohřben na kroměřížském hřbitově.
V Hulíně je na jeho počest pojmenovaná ulice v centru města.

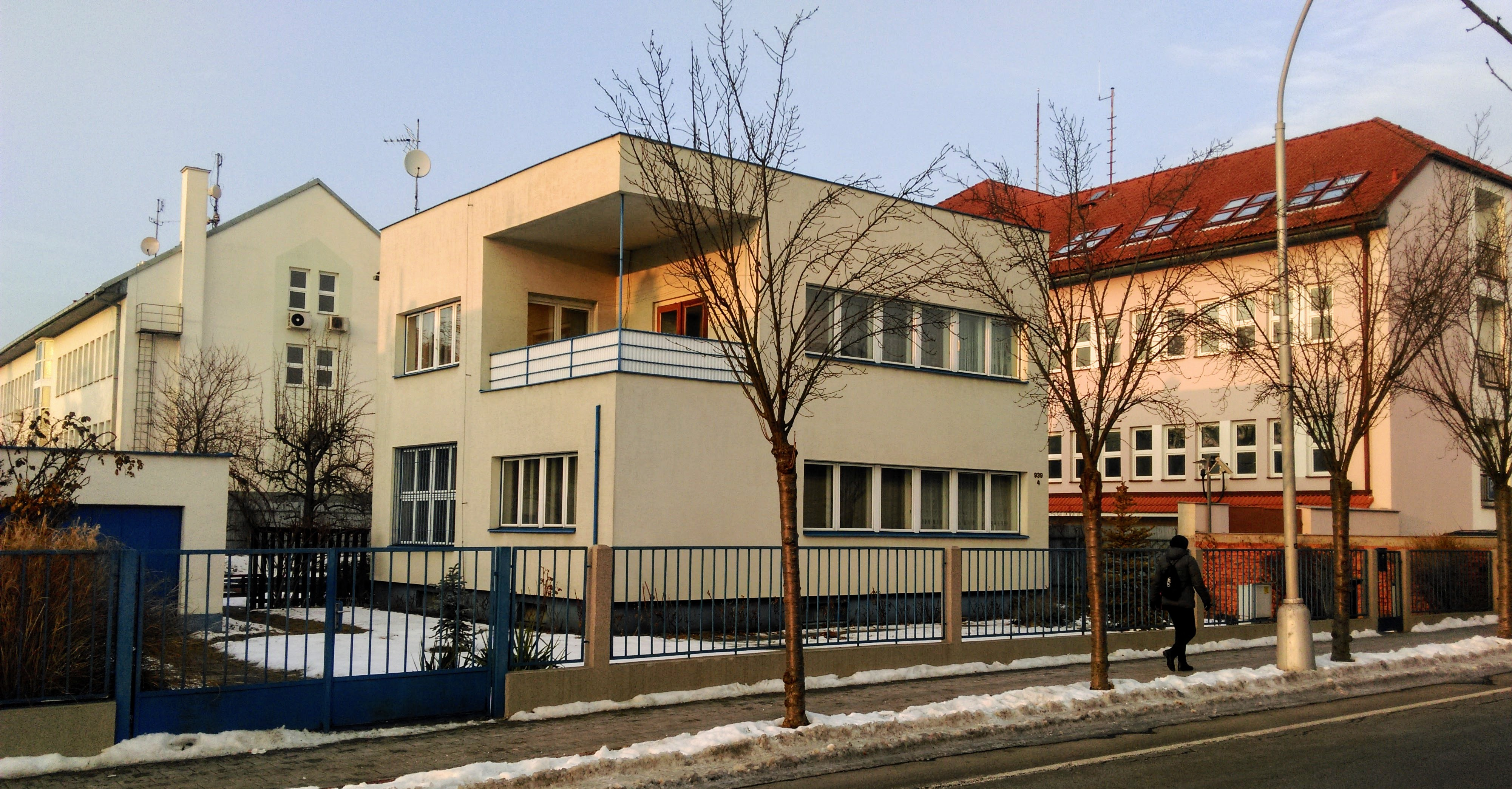
Světlíkova vila v Kroměříži